# Geoffroi Ier de Joigny
Geoffroi Ier de Joigny (né vers 970/980, † vers 1035/1042) est comte de Joigny, en Champagne. Il est possible qu'il soit le fils de Gautier, comte de Gâtinais (peut-être Gautier Ier de Vexin ou Gautier II de Vexin).

## Biographie
Il devient le premier comte de Joigny par son mariage avec Alix de Sens, fille de Renard Ier, comte de Sens.

## Mariage et enfants
Il épouse Alix de Sens, fille de Renard Ier, comte de Sens, dont elle a trois enfants :
- Renard Ier de Joigny, qui succède à son père ;
- Geoffroi II de Joigny, qui succède à son frère ;
- Gilduin de Joigny, archevêque de Sens, avant d'être déposé pour simonie.

Une fois veuve, Alix de Sens épouse en secondes noces Engelbert, comte de Brienne.

## Sources
- Marie Henry d'Arbois de Jubainville, Histoire des Ducs et Comtes de Champagne, 1865.
- l'abbé Carlier, Notice sur les comtes de Joigny, 1862.
- Ambroise Challe, Histoire de la ville et du comté de Joigny, 1882.